# روبرتو نافارو (صحفي)
روبرتو نافارو (بالإسبانية: Roberto Navarro)‏ هو صحفي أرجنتيني، ولد في 29 أكتوبر 1959 في El Talar, Jujuy ‏ في الأرجنتين.